# أسماك المرمار
أسماك المرمار (الاسم العلمي: Lithognathus mormyrus)، الأسماء الأخرى المتداولة لها في العالم العربي هي مرمير، مرمور، ميرمار، المنكوس أو الدنيس المخطط، هي نوع من أنواع الأسماك البحرية التي تنتمي للأسرة الاسبورية. تتواجد هذه الأسماك في المياه الضحلة في البحر الأبيض المتوسط وفي شرق المحيط الأطلسي؛ من فرنسا إلى جنوب إفريقيا. كما وتتواجد في البحر الأحمر وقبالة ساحل موزمبيق في المحيط الهندي. قام الاتحاد الدولي لحفظ الطبيعة بتقييم حالة الحفظ الخاصة بها كنوع «غير مهدد».

## الوصف

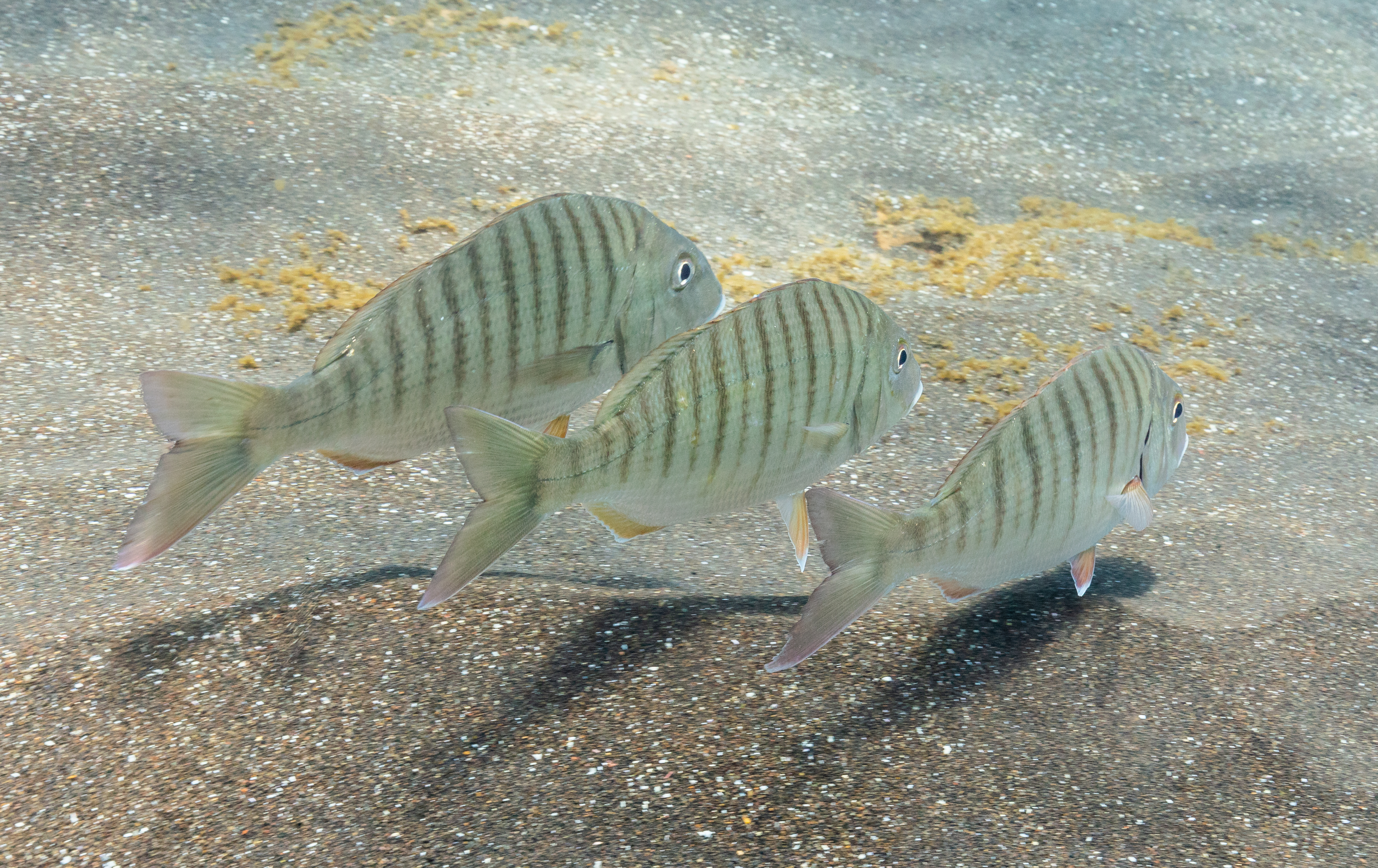
منطقة محميَّة في ماديرا، البرتغال

سمكة المرمار لديها جسم مكتنز نوعا ما ويمكن أن تنمو لطول يصل إلى حوالي 55 سنتيمتر (22 بوصة)، وإلى وزن يصل لحوالي 1 كجم (2.2 رطل)، ولكن الطول الأكثر شيوعا الذي تصل إليه هو حوالي 30 سنتيمتر (12 بوصة). طول رأسها هو على قدر ارتفاعه، ومظهرها من الجانب بشكل عام يبدو محدب قليلاً. تحتوي الزعنفة الظهرية على أحد عشر شوكة فقرية، ومن 12 إلى 13 أشعة ناعمة. الزعنفة الصدرية أقصر من الرأس ولها ما بين 15 إلى 17 شعاعًا ناعمًا. تحتوي الزعنفة الشرجية على 3 أشواك فقرية، و10 إلى 11 شعاعًا ناعمًا. الرأس والجسم لونهما فضي، ويتميز الجسم بوجود 14 تخطيطات عامودية الشكل وغامقة اللون. 

## مسكنه وتوزيعه
تتواجد هذه الأنواع من الأسماك على نطاق واسع في مياه البحار الضحلة وتعيش حتى الأعماق التي تصل إلى حوالي 150 متر (492 قدم). يشمل نطاق تواجدها البحر الأبيض المتوسط والبحر الأسود وبحر آزوف وشرق المحيط الأطلسي؛ من فرنسا جنوبًا إلى جنوب إفريقيا، وجزر الكناري، وماديرا، وجزر الرأس الأخضر، والبحر الأحمر، والمحيط الهندي الغربي من جنوب موزمبيق إلى جنوب أفريقيا. يمكن العثور على هذه الأسماك في مصبات الأنهار والخلجان، فوق قاع البحر الرملي والموحل وبين المروج العشبية البحرية. 

## علم البيئة
تتغذى أسماك المرمار بشكل أساسي على اللافقاريات التي تلتقطها من قاع البحر. ويشمل نظامها الغذائي بطنيات القدم، ذوات الصدفتين، وكثيرات الاشعار، وعشاريات الارجل، ومزدوجات الارجل، ومجذافيات الأرجل، وشوكيات الجلد (قنفذ البحر)، ووالأسماك الصغيرة. تعتبر اسماك المرمار كنوع من الأسماك الاجتماعية وتشكل في بعض الأحيان مجموعات كبيرة.
هذه الأسماك هي خنثى، يبدأ سمك المرمار حياة مرحلة البلوغ كسمكة جنسها ذكر، ويحول جنسه في وقت لاحق لأنثى. في البحر الأبيض المتوسط؛ تصل هذه الأسماك إلى جيل النضوج كسمك جنسه ذكر في سن الثانية، أي عندما يصل طولها إلى حوالي 14 سنتيمتر (6 بوصة)، وبعد ذلك يغير هذا السمك جنسه لأنثى عند سن الرابعة إلى السابعة، أي عندما يصل طوله إلى حوالي 21–28 سنتيمتر (8–11 بوصة) . 
يتم صيد هذه الأسماك للاستهلاك البشري في معظم مدى نطاق تواجدها ولكن ليس كنوعًا مستهدفًا بشكل عام نظرًا لصغر حجمها. قام الاتحاد الدولي لحفظ الطبيعة بتقييم حالة الحفظ الخاصة بهذه الاسماك على أنها "أقل أهمية" (أي انها نوع غير مهدد بخطر الانقراض). 